# Сражение при Денневице
Сраже́ние при Де́нневице — сражение 6 сентября 1813 года, в котором прусские корпуса из Северной армии кронпринца Бернадота отразили наступление французской армии маршала Нея на Берлин.
За две недели до сражения при Денневице те же прусские корпуса генералов Бюлова и Тауенцина в сражении под Гросбереном отбросили французскую армию, которой командовал маршал Удино, от Берлина. Наполеон повторил попытку захвата Берлина, сменив командующего маршала Удино на маршала Нея, и новое сражение произошло в районе деревни Денневиц, значительно дальше на юг от Берлина, чем предыдущее сражение при Гросберене. Сам Наполеон с основной армией вёл в это время боевые действия на востоке Саксонии под Дрезденом против Силезской и Богемской армий русско-прусско-австрийских союзников.
В преследовании разбитых французов после сражения при Денневице приняли участие русские кав. полки, но в основном со стороны союзников сражались 3-й и 4-й прусские корпуса, большая часть которых состояла из частей ландвера, прусского ополчения. В состав прусских корпусов входили также 3 русские тяжелые артбатареи и казачий полк.

## Предыстория
После уничтожения французской армии в Русской кампании 1812 года против Наполеона восстала Пруссия, однако после первых успехов русско-прусские войска потерпели поражения при Лютцене и Бауцене. В июне 1813 между противниками было заключено перемирие, во время которого Австрия присоединилась к союзникам. Образовалась 6-я коалиция против Наполеона, куда также вошли Швеция и Англия. 11 августа Австрия объявила войну Франции и боевые действия возобновились.
Войска коалиции наступали на Наполеона концентрически тремя большими армиями (Богемская на юге, Силезская на востоке, Северная на севере). Самая крупная из них — Богемская армия (более 230 тыс., 670 орудий) под командованием австрийского фельдмаршала Шварценберга — наполовину состояла из австрийцев и действовала под Дрезденом. Северная армия союзников под командованием шведского кронпринца Бернадота прикрывала Берлин и отличалась от прочих армий своей пассивностью.
Войска Бернадота состояли из национальных корпусов Пруссии, России, Швеции, с малыми контингентами мелких германских государств и Англии. Прусский контингент, усиленный русскими казачьими полками, был наиболее крупным: 3-й корпус генерал-лейтенанта Бюлова (41 тыс., 102 орудия) и 4-й корпус генерал-лейтенанта Тауенцина (39 тыс., 56 орудий). В русском корпусе генерал-лейтенанта Винцингероде было 29600 солдат при 96 орудиях. Шведский корпус насчитывал 20—24 тыс. солдат при 62 орудиях. Остальные национальные контингенты входили в сводный корпус генерал-лейтенанта Вальмодена (22 тыс., 53 орудия). Всего под начальством Бернадота к началу боевых действий в августе находилось до 156 тысяч солдат при 369 орудиях, но значительная часть войск была задействована в осаде французских гарнизонов по Германии и разбросана по Пруссии.
Наполеон послал армию в составе 3-х пех. и одного кав. корпусов под начальством маршала Удино для захвата Берлина, в то время как сам наступал на Силезскую армию союзников из-под Дрездена. 23 августа 1813 года в сражении под Гросбереном прусские корпуса генералов Бюлова и Тауенцина из Северной армии отбросили Удино от Берлина к Виттенбергу.
Наполеон назначил 2 сентября вместо Удино нового командующего Берлинской группировкой, маршала Нея, с приказом возобновить наступление на Берлин. Удино вернулся к командованию своим 12-м пех. корпусом в составе группировки. Корпуса были усилены подкреплениями и польской дивизией Домбровского, так что численность группировки после поражения была восстановлена. 4 сентября Ней двинул войска из Виттенберга на Берлин.

## Силы противников и диспозиция
Согласно ведомостям прусские корпуса Северной армии насчитывали к началу боевых действий 80 тысяч солдат при 158 орудиях. В начале сентября по оценке историков части 3-го и 4-го прусских корпусов, которые участвовали в сражении при Денневице, составляли около 50 тысяч. В финальной части сражения, в основном в преследовании, также приняли участие русские и шведские кавалерийские полки общей численностью до 5 тысяч.
Силы французов под начальством Нея оцениваются от 58 до 70 тысяч солдат. Группировка включала 4-й пех. корпус генерала Бертрана (французы, итальянцы, поляки, немцы), 7-й пех. саксонский корпус генерала Ренье, 12-й пех. корпус маршала Удино (включал баварскую дивизию) и 3-й кав. корпус генерала Арриджи.
Французская армия двинулась на Берлин по одной дороге: первым шёл корпус Бертрана, за ним Ренье и замыкал колонну корпус Удино. Войска растянулись на расстояние более чем 10 км, и позднее вводились в бой по мере их подхода.

## Ход боя
Передовая итальянская дивизия Фонтанелли из корпуса Бертрана, встретив в 10 часов утра на маршруте к городу Ютербогу перед деревней Денневиц части ландвера из 4-го прусского корпуса Тауенцина, отбросила их за деревню в лес. Выбить пруссаков из леса Бертрану не удалось, бой свелся к перестрелке.
После полудня подошли бригады 3-го прусского корпуса Бюлова и заняли фланговую позицию в районе деревни Нидер-Гёрсдорф, слева от французского расположения. Бертран атаковал пруссаков, но был отбит огнём 24 орудий и контратаками. Польские уланы прорвались сквозь прусские каре и затем под ружейным огнём развернулись и вернулись, кто уцелел, обратно к позициям Бертрана. Вестфальская кавалерия, которой Бертран приказал поддержать прорыв поляков, отказалась идти в атаку.
К 3 часам дня на помощь Бертрану подтянулся 7-й саксонский корпус Ренье и сразу втянулся в упорный бой за деревню Голсдорф, расположенную так же, как и Нидер-Гёрсдорф, слева вдоль маршрута движения французских корпусов.
Затем подошёл 12-й корпус маршала Удино. Ней собрал несколько дивизий из разных корпусов и лично возглавил энергичную атаку на центр прусских позиций. Нею удалось захватить Нидер-Гёрсдорф, но для развития успеха он не имел в распоряжении достаточных резервов. Удовлетворённый успехом в этом месте сражения Ней решил снять с левого фланга корпус Удино и бросить его на поддержку Бертрана. На левом фланге остались одни саксонцы Ренье. В момент, когда части Удино отошли с боевой позиции, Бюлов бросил в бой свежие подошедшие части (прусскую бригаду и шведских гусар). К 6 часам вечера на левом фланге французов появился и сам командующий Северной армией кронпринц Бернадот во главе 70 батальонов. С Бернадотом подошли и 3 русских кав. полка, которые приняли участие в преследовании отступающих французов.
Первыми не выдержали натиска превосходящих сил саксонцы. Они побежали, увлекая за собой французские части Удино. Керсновский приводит историю о ездовых одной из русских артиллерийских рот, которые пошли в атаку на французскую пехоту и захватили орла. Свидетель этого случая кронпринц Бернадот в восхищении сказал: «В первый раз я вижу, что артиллерия берет у пехоты знамя, и притом у пехоты французской!»
Ней отступил в беспорядке в Торгау на Эльбе, по его словам французы впадали в панику при виде даже нескольких казаков.

## Итоги сражения
Военный историк А. А. Керсновский сообщает об уроне французов в 18 тыс. (в основном пленными) и 60 орудий. Каткарт, обычно осторожный в оценках, оценивает французские потери в 10 тыс. пленных и не менее 25 тыс. убитых, раненых и дезертировавших, и 80 захваченных орудий. Современный историк J. Riley приводит цифру французских потерь в 22 тысячи солдат и 53 орудия.
О большом числе дезертиров (6 тыс.) упоминает и сам маршал Ней в донесении начальнику штаба Бертье. 12-й корпус был расформирован, его части распределили по другим корпусам, а бывший командующий Удино стал начальником Молодой Гвардии Наполеона.
Потери пруссаков оцениваются в более узком интервале от 9 тыс. до 10500 человек.
У русских выбыло из строя 25 человек согласно надписи на 44-й стене галереи воинской славы Храма Христа Спасителя. Пять российских офицеров удостоились за сражение ордена Св. Георгия 4-й степени. Интересно отметить, что за это сражение получила российскую награду, Георгиевский крест, женщина по имени София Доротея Фредерика Крюгер, унтер-офицер из прусской бригады Борстелла. София была ранена в плечо и ногу, она также удостоилась прусского ордена Железного Креста 2-й ст.
Дело при Денневице стало единственным крупным сражением сентября 1813 года, после которого стороны стали собираться с силами. В октябре 1813 года, дождавшись подхода свежих сил, союзники нанесли одновременный удар по Наполеону всеми армиями под Лейпцигом.